# Lynetten
Lynetten (fra fransk: lunette, halvmåne) er Danmarks største rensningsanlæg i Københavns Havn på et opfyldt areal ved siden af det tidligere søfort af samme navn.
På det gamle søforts område åbnede i 2013 skuespilhuset Teaterøen, hvor der i 2014 blev afviklet scenekunstfestivalen CPH STAGE.
Mellem Margretheholm og Refshaleøen ligger sejlklubben Lynetten med omkring 700 bådpladser.

## Søfort
I 1766-67 anlagdes efter forslag af greve Frederik Danneskiold-Samsøe et søfort, Danmarks første, på et flak, Revshalen, hvorpå tidligere Christianshavn, Holmen og Sixtusbatteriet og senere Refshaleøen er anlagt. Søfortet opførte man på opfyldt jord i Øresund, på en fremskudt position i forhold til Kastellet og Christianshavns Vold. Først under Første slesvigske Krig blev søfortet armeret, og armeringen blev forstærket op til Anden slesvigske Krig. Da man opførte Københavns Befæstning efter nederlaget i 1864, blev Lynetten i årene 1873-84 udvidet og forsynet med stenglacis og betonmure, og blev endelig 1885-94 udstyret med et haubitsbatteri. Da man senere anlagde søforterne Middelgrundsfortet og Flakfortet, blev haubitsbatteriet nedlagt, og Lynetten fungerede herefter fra 1922 som kommandostation, indtil det fra 1933 kom under Kystdefensionen.

## Rensningsanlæg
Københavns Borgerrepræsentation vedtog 22. februar 1973 et projekt om bygning af et rensningsanlæg på et havområde øst for det nu nedlagte søfort. Med et budget på omkring 400 millioner kroner var "Lynettebevillingen" den hidtil største enkeltbevilling fra Københavns kommune. I 1975 gik byggeriet af Nordeuropas største rensningsanlæg i gang, efter at et cirka 10 hektar stort areal var blevet fyldt op. Ved indvielsen i 1980 havde rensningsanlægget kostet tæt ved 1 milliard kroner. I 1985 behandlede anlægget 100 millioner kubikmeter spildevand, som efterlod 25.000 tons slam, der blev afbrændt og deponeret på grunden i askedepoter. Senere er flere havområder inddæmmet, så Lynette-anlægget nu omfatter et areal på cirka 48 hektar.
Foruden fra Københavns Kommune modtager Renseanlæg Lynetten spildevand fra Frederiksberg Kommune, samt dele af Gentofte, Gladsaxe, Herlev, Hvidovre, Rødovre og Lyngby-Taarbæk, i alt et område på 76 kvadratkilometer med en befolkning på 535.000 personer. Anlægget råder over forskellige typer spildevandsbassiner, som i alt kan rumme 267.300 kubikmeter spildevand. Driftskapacitet for det biologiske anlæg er 23.000 kubikmeter i timen og ved skybrud op til 41.500 kubikmeter i timen.
Udløbet fra Lynetten er placeret på ni meters vanddybde i Kongedybet, cirka halvanden kilometer fra land på position 55°41′56″N 12°38′38″Ø / 55.69895°N 12.64375°Ø 

### Procedure
De første år foregik rensningen dels ved mekanisk separation af faste bestanddele, dels ved biologisk nedbrydning af organisk materiale i svæv i spildevandet, ved iltning. Som det første anlæg i Europa blev Lynetten udstyret med sin egen iltfabrik, som producerer ren ilt til indblæsning og nedbrydning af organisk materiale. Slammet, som er tilbage efter den mekaniske og biologiske rensning, tørres og bruges i dag til produktion af biogas, der omdannes og sælges som bygas gennem et samarbejde med HOFOR. Den biogas, som HOFOR ikke kan aftage, brændes, og varmen udnyttes som fjernvarme. I 2023 var bundbeluftning også i brug.
Den oprindelige mekaniske og biologiske rensning fjernede det organiske materiale fra spildevandet, som dog stadig indeholdt store mængder næringssalte, især kvælstof- og fosforforbindelser. Disse blev udledt i havmiljøet bl.a. om sommeren og førte til algeopblomstring. I 1997 blev et ombygget og udvidet anlæg derfor taget i brug, således at man nu ved kemisk rensning både fjerner kvælstof og fosfor, det sidste bl.a. ved kemisk fældning med jernsalte.

### Ejerforhold
De første år hørte Renseanlæg Lynetten under Københavns Kommunes Afløbskontor, men i forbindelse med udbygningen i 1997 blev rensningsanlæggene Lynetten og Damhusåen samlet i et interessentskab, Lynettefællesskabet I/S med en bestyrelse, hvori sad repræsentanter fra alle de involverede kommuner. Senere blev selskabet underlagt Københavns Energi og omdannet til et kommunalt aktieselskab. Siden 2013 har det under navnet Biofos Lynettefællesskabet A/S været er en del af det kommunalt ejede Biofos Holding A/S med HOFOR Spildevand Holding A/S som hovedaktionær. Foruden Lynetten og Damhusåen Rensningsanlæg driver Biofos også Avedøre rensningsanlæg.